# قائمة قرارات مجلس الأمن التابع للأمم المتحدة لعام 2024
تتضمن قائمة قرارات مجلس الأمن التابع للأمم المتحدة لعام 2024 جميع القرارات الصادرة عن مجلس الأمن التابع للأمم المتحدة خلال العام 2024.

## القائمة
| رقم القرار | الرمز            | نص القرار                        | موضوع القرار                                                       |
| ---------- | ---------------- | -------------------------------- | ------------------------------------------------------------------ |
| 2722       | S/RES/2722(2024) | نص القرار على موقع الأمم المتحدة | صون السلام والأمن الدوليين (هجمات البحر الأحمر)                    |
| 2723       | S/RES/2723(2024) | نص القرار على موقع الأمم المتحدة | الوضع في قبرص                                                      |
| 2724       | S/RES/2724(2024) | نص القرار على موقع الأمم المتحدة | تقارير الأمين العام عن السودان وجنوب السودان                       |
| 2725       | S/RES/2725(2024) | نص القرار على موقع الأمم المتحدة | تقارير الأمين العام عن السودان وجنوب السودان                       |
| 2726       | S/RES/2726(2024) | نص القرار على موقع الأمم المتحدة | تقارير الأمين العام عن السودان وجنوب السودان                       |
| 2727       | S/RES/2727(2024) | نص القرار على موقع الأمم المتحدة | الحالة في أفغانستان                                                |
| 2728       | S/RES/2728(2024) | نص القرار على موقع الأمم المتحدة | الحالة في الشرق الأوسط، وقف إطلاق النار في الحرب بين إسرائيل وحماس |
| 2729       | S/RES/2729(2024) | نص القرار على موقع الأمم المتحدة | تقارير الأمين العام عن السودان وجنوب السودان                       |
| 2830       | S/RES/2730(2024) | نص القرار على موقع الأمم المتحدة | حماية المدنيين في حالات النزاع المسلح                              |
| 2831       | S/RES/2731(2024) | نص القرار على موقع الأمم المتحدة | تقارير الأمين العام عن السودان وجنوب السودان                       |
| 2832       | S/RES/2732(2024) | نص القرار على موقع الأمم المتحدة | الحالة في العراق                                                   |
| 2833       | S/RES/2733(2024) | نص القرار على موقع الأمم المتحدة | الحالة في ليبيا                                                    |
| 2834       | S/RES/2734(2024) | نص القرار على موقع الأمم المتحدة | الأخطار التي تهدد السلام والأمن الدوليين من جراء الأعمال الإرهابية |
| 2835       | S/RES/2735(2024) | نص القرار على موقع الأمم المتحدة | الحالة في الشرق الأوسط، وقف إطلاق النار في الحرب بين إسرائيل وحماس |
| 2836       | S/RES/2736(2024) | نص القرار على موقع الأمم المتحدة | تقارير الأمين العام عن السودان وجنوب السودان                       |
| 2837       | S/RES/2737(2024) | نص القرار على موقع الأمم المتحدة | الحالة في الشرق الأوسط                                             |
| 2838       | S/RES/2738(2024) | نص القرار على موقع الأمم المتحدة | الحالة في جمهورية الكونغو الديمقراطية                              |
| 2839       | S/RES/2739(2024) | نص القرار على موقع الأمم المتحدة | صون السلام والأمن الدوليين                                         |
| 2840       | S/RES/2740(2024) | نص القرار على موقع الأمم المتحدة | الآلية الدولية لتصريف الأعمال المتبقية للمحكمتين الجنائيتين        |
| 2841       | S/RES/2741(2024) | نص القرار على موقع الأمم المتحدة | الحالة في الصومال                                                  |
| 2842       | S/RES/2742(2024) | نص القرار على موقع الأمم المتحدة | الحالة في اليمن                                                    |
| 2843       | S/RES/2743(2024) | نص القرار على موقع الأمم المتحدة | مكتب الأمم المتحدة المتكامل في هايتي                               |
| 2844       | S/RES/2744(2024) | نص القرار على موقع الأمم المتحدة | المسائل العامة المتصلة بالجزاءات                                   |
| 2845       | S/RES/2745(2024) | نص القرار على موقع الأمم المتحدة | السلام والأمن في أفريقيا                                           |
| 2846       | S/RES/2746(2024) | نص القرار على موقع الأمم المتحدة | الحالة في جمهورية الكونغو الديمقراطية                              |
| 2847       | S/RES/2747(2024) | نص القرار على موقع الأمم المتحدة | الحالة في الصومال                                                  |
| 2848       | S/RES/2748(2024) | نص القرار على موقع الأمم المتحدة | الحالة في الصومال                                                  |
| 2849       | S/RES/2749(2024) | نص القرار على موقع الأمم المتحدة | الحالة في لبنان                                                    |
| 2850       | S/RES/2750(2024) | نص القرار على موقع الأمم المتحدة | تقارير الأمين العام عن السودان وجنوب السودان                       |
| 2851       | S/RES/2751(2024) | نص القرار على موقع الأمم المتحدة | الحالة في هايتي                                                    |
| 2852       | S/RES/2752(2024) | نص القرار على موقع الأمم المتحدة | الحالة في هايتي                                                    |
| 2853       | S/RES/2753(2024) | نص القرار على موقع الأمم المتحدة | الحالة في الصومال                                                  |
| 2854       | S/RES/2754(2024) | نص القرار على موقع الأمم المتحدة | تمديد ولاية بعثة التحقق التابعة للأمم المتحدة في كولومبيا          |
| 2855       | S/RES/2755(2024) | نص القرار على موقع الأمم المتحدة | الحالة في ليبيا                                                    |
| 2856       | S/RES/2756(2024) | نص القرار على موقع الأمم المتحدة | الحالة في الصحراء الغربية                                          |
| 2857       | S/RES/2757(2024) | نص القرار على موقع الأمم المتحدة | الحالة في في البوسنة والهرسك                                       |
| 2858       | S/RES/2758(2024) | نص القرار على موقع الأمم المتحدة | الحالة في اليمن                                                    |
| 2859       | S/RES/2759(2024) | نص القرار على موقع الأمم المتحدة | الحالة في جمهورية أفريقيا الوسطى                                   |
| 2860       | S/RES/2760(2024) | نص القرار على موقع الأمم المتحدة | تقارير الأمين العام عن السودان وجنوب السودان                       |
| 2861       | S/RES/2761(2024) | نص القرار على موقع الأمم المتحدة | قضايا عامة متعلقة بالعقوبات                                        |
| 2862       | S/RES/2762(2024) | نص القرار على موقع الأمم المتحدة | قضايا السلام والأمن في أفريقيا                                     |
| 2863       | S/RES/2763(2024) | نص القرار على موقع الأمم المتحدة | الأخطار التي تهدد السلام والأمن الدوليين من جراء الأعمال الإرهابية |
| 2864       | S/RES/2764(2024) | نص القرار على موقع الأمم المتحدة | الأطفال والنزاع المسلح                                             |
| 2865       | S/RES/2765(2024) | نص القرار على موقع الأمم المتحدة | الحالة في جمهورية الكونغو الديمقراطية                              |
| 2866       | S/RES/2766(2024) | نص القرار على موقع الأمم المتحدة | الحالة في الشرق الأوسط                                             |
| 2867       | S/RES/2767(2024) | نص القرار على موقع الأمم المتحدة | الحالة في الصومال                                                  |